# Mil
Mil o millar es un número natural que se escribe 1000, o 10³ en notación científica, y que sigue del 999 y precede al 1001. El prefijo típico en el  SI para «mil» es kilo-.

## Características
En Occidente se suelen separar los números grandes en grupos de tres cifras, es decir, por millares. Por ejemplo, cien millones se escribe 100 000 000. Compárese con el sistema oriental de separar los números grandes en grupos de cuatro (por miríadas).
Si bien según las reglas de la Real Academia Española del año 2010 los números de muchas cifras se escriben separándolos por espacios en blanco —sin puntos ni comas—, se hace una excepción con los de cuatro cifras —como 1000—, los cuales se deben escribir sin ningún tipo de separador.

## Definición
| {\displaystyle mil=10^{3}=1000\,} |

## Propiedades matemáticas
- Es un número compuesto, que tiene los siguientes factores propios: 1, 2, 4, 5, 8, 10, 20, 25, 40, 50, 100, 125, 200, 250, 500. Como la suma de sus factores es 1340 > 1000, se trata de un número abundante.

- Es un número de Harshad en el sistema de numeración decimal.